# Хшонстовек
Хшонстовек, Хшонстувек (польск. Chrząstówek) — деревня в гмине Ленчице, в Ленчицком повяте, в Лодзинском воеводстве в центре Польши. Находится в 6 км к северу от Ленчицы и в 40 км к северо-востоку от административного центра воеводства, города Лодзь.
В 1975—1998 гг. город принадлежал к Плоцкому воеводству.
Через деревню проходит 91 национальная польская дорога.